# アハズヤ (イスラエル王)
アハズヤ（ヘブライ語: אֲחַזְיָה ’Ăḥazyā）は、北イスラエル王国の第8代の王である。名前の意味は「ヤハウェが握られる」である。

## 生涯
サマリヤで父アハブの後を継いで前853年頃即位する。アハズヤはヨシャパテと同盟を結び、金を得るために船団をオフィルに派遣したが失敗した。父アハブの死後にモアブが謀反を起こしたが、アハズヤには何も出来なかった。
サマリヤの欄干から落ちたときに、バアル・ゼブブに使者を遣わして、病気が治るかどうかを尋ねたが、その使者は途中で預言者エリヤに出会い、神の裁きにより王が死ぬことを告げた。アハズヤ王はエリヤを捕らえようと3度も軍隊を遣わしたが失敗し、即位から2年でエリヤの預言通りに死んだ。